# 拉孔鎮區 (伊利諾伊州馬里昂縣)
拉孔鎮區（英語：Raccoon Township）是位於美國伊利諾伊州馬里昂縣的一個行政鎮區。

## 地方資料
根據2010年美國人口普查的數據，拉孔鎮區的面積為92.50平方千米，當中陸地面積為91.30平方千米，而水域面積為1.20平方千米。當地共有人口1498人，而人口密度為每平方千米16.19人。